# Kate Lindsey

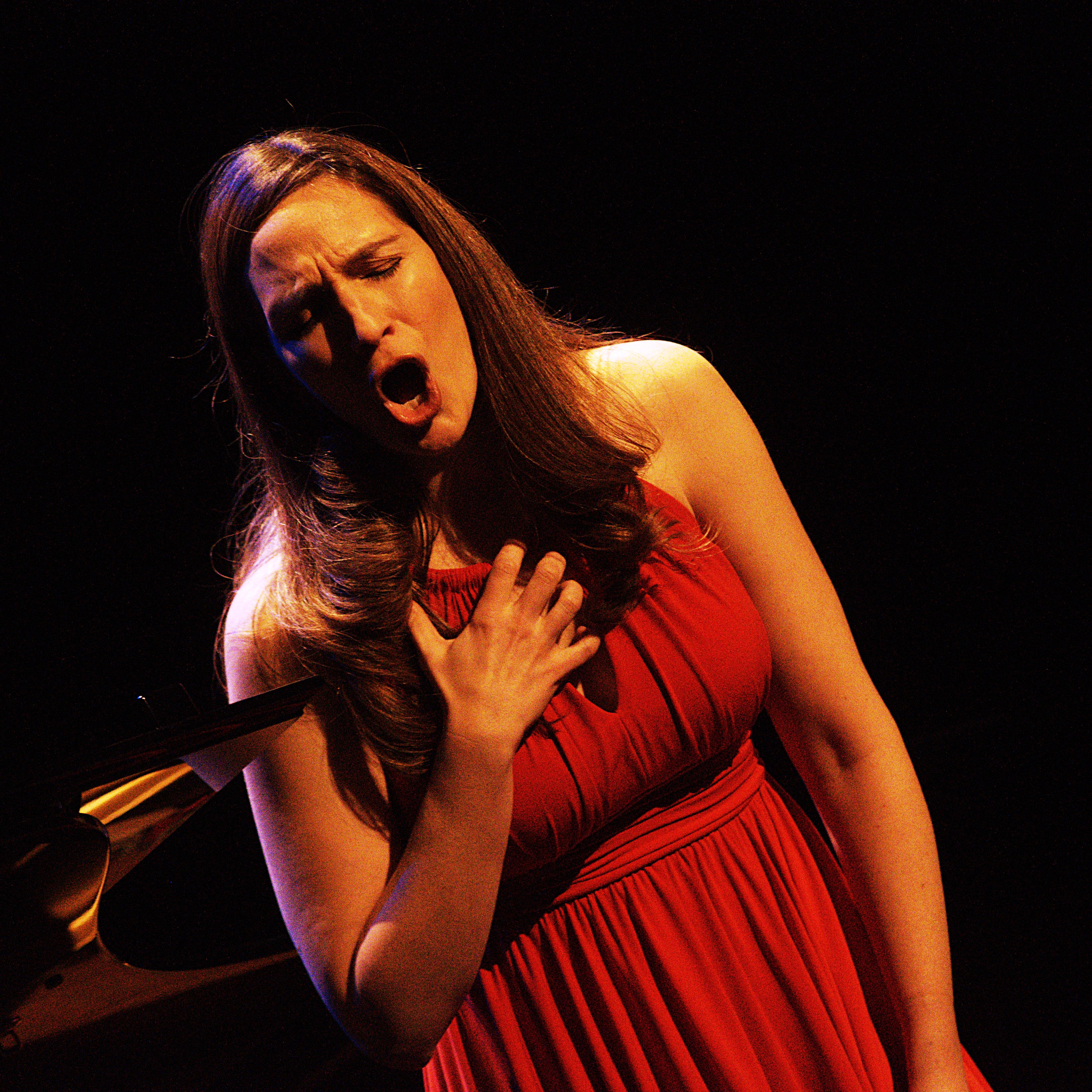
Kate Lindsey interpreta Kurt Weill al Teatro di Valencia

Kate Lindsey (Richmond, 1981) è un mezzosoprano statunitense; è sposata con il regista documentarista Olly Lambert.

## Biografia
Kate Lindsey è nata a Richmond, Virginia ed ha conseguito una laurea in musica con lode presso l'Università dell'Indiana. I suoi numerosi premi includono il Richard F. Gold Career Grant nel 2007, il George London Award nel 2007 in memoria di Lloyd Rigler, il Lincoln Center Martin E. Segal Award nel 2007 e una Sullivan Foundation Grant nel 2006. È stata nominata artista dell'anno dalla Seattle Opera nel 2010. Si è diplomata al Lindemann Young Artist Development Program del Metropolitan Opera.
Nel 2015 la Lindsey ha fatto il suo debutto discografico con la Deutsche Grammophon con un'esecuzione del ciclo di Mohammed Fairouz del 2012, Audenesque (in memory of W. B. Yeats), con l'LPR Ensemble diretto da Evan Rogister (n. di catalogo B0022417).

## Ruoli teatrali
Come Gerdine Young Artist al Teatro dell'Opera di Saint Louis, si è esibita nel ruolo di Stéphano in Roméo et Juliette di Gounod, Rosina nel Barbiere di Siviglia di Rossini e Mercédès nella Carmen di Bizet.
Nell'ambito del programma Lindemann del Metropolitan Opera, ha debuttato nel ruolo di Javotte in Manon di Massenet e ha anche interpretato Tebaldo nel Don Carlo di Verdi e Siebel nel Faust di Gounod.
Come membro della compagnia, a partire dal 2007, ha interpretato Cherubino ne Le nozze di Figaro di Mozart, Stéphano nel Roméo et Juliette di Gounod, il cantante di madrigale nella Manon Lescaut di Puccini, la seconda Lady ne Il flauto magico di Mozart (versione inglese), il Kitchen Boy in Rusalka di Dvořák,  Wellgunde ne L'oro del Reno e Il crepuscolo degli dei di Wagner, Annio ne La Clemenza di Tito di Mozart e Muse/Nicklausse ne I racconti di Hoffmann di Offenbach.
Nel 2008 ha cantò anche il ruolo di Cherubino ne Le nozze di Figaro di Mozart all'Opéra de Lille, diretta da Emmanuelle Haïm, e Ascanius in Les Troyens di Berlioz con la Boston Symphony Orchestra e al Tanglewood Music Festival, entrambi diretti da James Levine.
Nel 2009 ha cantato il ruolo di Zerlina nel Don Giovanni di Mozart con l'Opera di Santa Fe. Nel 2010 ha debuttato alla Seattle Opera, creando il ruolo principale in Amelia di Daron Hagen ed ha anche cantato Nicklausse e il ruolo di Nancy in Albert Herring all'Opera di Santa Fe. Si è esibita anche alla Boston Lyric Opera e alla Wolf Trap Opera.

## Concerti
Ha anche realizzato numerosi concerti. Ha interpretato i ruoli della Gatta e dello Scoiattolo in L'Enfant et les sortilèges di Ravel alla Carnegie Hall con la New York Philharmonic, diretta da Lorin Maazel ed ha cantato il ciclo di canzoni di Elliott Carter In the Distances of Sleep at Tanglewood con James Levine.
Nel 2011 ha presentato in anteprima Jeder Mensch, un ciclo di canzoni scritto per lei da Mohammed Fairouz ed ha cantato Idamante in Idomeneo, re di Creta di Mozart.
Nel 2019 ha debuttato ai Proms alla Royal Albert Hall con la John Wilson Orchestra, come solista in "Tomorrow When You Are Gone" di Erich Korngold. La Lindsey ha interpretato e cantato il ruolo di Nerone in Agrippina di Händel al Metropolitan Opera di New York nel 2020 (Premiere: 6 febbraio).
Il 22 maggio 2021 ha cantato di nuovo il ruolo di Nerone, questa volta nella prima della produzione della Wiener Staatsoper de L'incoronazione di Poppea di Claudio Monteverdi.